# Mike Santorelli
Michael "Mike" Santorelli, född 14 december 1985, är en kanadensisk professionell ishockeyspelare som spelar för Anaheim Ducks i National Hockey League (NHL). Han har tidigare spelat på NHL-nivå för Florida Panthers, Winnipeg Jets, Vancouver Canucks, Toronto Maple Leafs och Nashville Predators och på lägre nivåer för Milwaukee Admirals och San Antonio Rampage i American Hockey League (AHL), Tingsryds AIF i Hockeyallsvenskan och Northern Michigan Wildcats (Northern Michigan University) i National Collegiate Athletic Association (NCAA).
Santorelli draftades i sjätte rundan i 2004 års draft av Nashville Predators som 178:e spelare totalt.
Den 15 februari 2015 skickade Maple Leafs iväg Santorelli och Cody Franson till Predators i utbyte mot Olli Jokinen, Brendan Leipsic och ett första draftval i 2015 års draft.

## Statistik
| 2001–2002                | Port Coquitlam Buckaroos   | PIJHL                    | 42  | 23 | 24  | 47  | 34  | —  | — | — | —  | —  |
| 2002–2003                | Langley Hornets            | BCHL                     | 60  | 24 | 28  | 52  | 18  | —  | — | — | —  | —  |
| 2003–2004                | Vernon Vipers              | BCHL                     | 60  | 43 | 53  | 96  | 26  | 5  | 0 | 2 | 2  | 0  |
| 2004–2005                | Northern Michigan Wildcats | NCAA                     | 40  | 16 | 14  | 30  | 22  | —  | — | — | —  | —  |
| 2005–2006                | Northern Michigan Wildcats | NCAA                     | 40  | 15 | 18  | 33  | 24  | —  | — | — | —  | —  |
| 2006–2007                | Northern Michigan Wildcats | NCAA                     | 41  | 30 | 17  | 47  | 28  | —  | — | — | —  | —  |
| 2007–2008                | Milwaukee Admirals         | AHL                      | 80  | 21 | 21  | 42  | 60  | 6  | 0 | 0 | 0  | 2  |
| 2008–2009                | Nashville Predators        | NHL                      | 7   | 0  | 0   | 0   | 2   | —  | — | — | —  | —  |
|                          | Milwaukee Admirals         | AHL                      | 70  | 27 | 43  | 70  | 36  | 11 | 6 | 5 | 11 | 6  |
| 2009–2010                | Nashville Predators        | NHL                      | 25  | 2  | 1   | 3   | 8   | —  | — | — | —  | —  |
|                          | Milwaukee Admirals         | AHL                      | 57  | 26 | 33  | 59  | 20  | 7  | 3 | 4 | 7  | 2  |
| 2010–2011                | Florida Panthers           | NHL                      | 82  | 20 | 21  | 41  | 20  | —  | — | — | —  | —  |
| 2011–2012                | Florida Panthers           | NHL                      | 60  | 9  | 2   | 11  | 18  | —  | — | — | —  | —  |
| 2012–2013                | Florida Panthers           | NHL                      | 24  | 2  | 1   | 3   | 2   | —  | — | — | —  | —  |
|                          | Tingsryds AIF              | Hockeyallsvenskan        | 4   | 0  | 1   | 1   | 0   | —  | — | — | —  | —  |
|                          | San Antonio Rampage        | AHL                      | 7   | 2  | 3   | 5   | 0   | —  | — | — | —  | —  |
|                          | Winnipeg Jets              | NHL                      | 10  | 0  | 1   | 1   | 0   | —  | — | — | —  | —  |
| 2013–2014                | Vancouver Canucks          | NHL                      | 49  | 10 | 18  | 28  | 6   | —  | — | — | —  | —  |
| 2014–2015                | Toronto Maple Leafs        | NHL                      | 57  | 11 | 18  | 29  | 8   | —  | — | — | —  | —  |
|                          | Nashville Predators        | NHL                      | 22  | 1  | 3   | 4   | 6   | 4  | 1 | 0 | 1  | 0  |
| NHL totalt               | NHL totalt                 | NHL totalt               | 336 | 55 | 65  | 120 | 70  | 4  | 1 | 0 | 1  | 0  |
| AHL totalt               | AHL totalt                 | AHL totalt               | 214 | 76 | 100 | 176 | 116 | 24 | 9 | 9 | 18 | 10 |
| Hockeyallsvenskan totalt | Hockeyallsvenskan totalt   | Hockeyallsvenskan totalt | 4   | 0  | 1   | 1   | 0   | —  | — | — | —  | —  |
| NCAA totalt              | NCAA totalt                | NCAA totalt              | 121 | 61 | 49  | 110 | 74  | —  | — | — | —  | —  |